# Barbara Frale
Barbara Frale (24 de febrer de 1970) és una paleògrafa italiana dels Arxius secrets del Vaticà. Frale ha escrit llibres sobre els templers i té un especial interès per la història del Sudari de Torí. El setembre de 2001, va trobar una còpia autèntica del pergamí de Chinon.

## Biografia
Va néixer a Viterbo el 24 de febrer de 1970. Va assistir a la Universitat d'Estudis de Tuscia-Viterbo i va ser la primera graduada en Conservació del Patrimoni Cultural a Itàlia. La seva tesi sobre història medieval, que es basa en l'examen de més de 7.000 documents notarials del segle xiv, va ser publicada per l'editor científic Vecchiarelli de Manziana (Orte 1303–1363. La città sul fiume, Manziana 1995), guanyant el primer premi "Costantino Pavan", ciutat de San Donà di Piave, tant per la secció "treballs inèdits" com per "tesi de llicenciatura". Després de graduar-se, va cooperar amb el Museu Cívic de Viterbo i amb l'Oficina del Govern per al Patrimoni d'Arxivers del Laci. El 1996 va obtenir una especialització de postgrau en paleografia, diplomàtica i ciències arxivístiques a l'Escola Secreta del Vaticà, i el 1998 també va obtenir l'especialització en paleografia grega. L'any 2000 va obtenir el doctorat en "Història de la Societat Europea" a la Universitat Ca' Foscari de Venècia.
També al 2000 va obtenir una beca de l'Institut Històric Germànic de Roma (Deutsches Historisches Institut in Rom). Des de l'octubre del 2001 treballa com a paleògrafa als Arxius secrets del Vaticà.

## Obres i publicacions
El 2001 va publicar per a l'editor científic Viella de Roma una part dels resultats de la seva tesi doctoral, desenvolupada a partir dels documents del procés contra els templers (Lʼultima battaglia dei Templari. Dal codice ombra dʼobbedienza militare alla costruzione del processo per eresia): la teoria és que a la carta d'acusació presentada pel rei de França Felip IV el Bell, que es va mostrar en el procés i, en conseqüència, es va tancar l'ordre, hi havia una sèrie de fets reals convenientment distorsionats per la direcció d'actualitat per tal de construir una acusació d'heretgia, l'únic tipus de delicte que l'ordre no va gaudir de la total immunitat. Segons l'autor, la culpa dels templers no va ser l'heretgia, sinó un ritual secret d'admissió com a prova d'obediència militar que contenia actes de denúncia contra la religió.
El 2002 va publicar per a Viella de Roma l'assaig Il Papato e il processo ai Templari. L'inedita assoluzione di Chinon alla luce della diplomatica pontificia, on analitza i debat el contingut d'un pergamí guardat als Arxius secrets del Vaticà i abandonat durant molt de temps pels historiadors, que guarda els actes d'una investigació realitzada per tres cardenals plenipotenciaris del papa Climent V entorn l'últim gran mestre dels templers Jacques de Molay i altres membres de l'estat major de l'orde, que al rei Felip el Bell el va tancar al castell de Chinon. En conseqüència, tenint els caps dels templers demanant el perdó de l'Església, el Papa els va concedir l'absolució. L'estudi del pergamí de Chinon va atreure l'atenció d'alguns historiadors internacionals.
Els resultats d'aquesta investigació es van mostrar a l'assaig editat per Il Mulino, I Templari, Bolonya 2004, que va rebre comentaris positius a les pàgines culturals de diferents diaris italians i estrangers i es va traduir a l'anglès, francès, espanyol, portuguès, polonès i txec. El llibre va obtenir una crítica positiva per part d'Umberto Eco, el qual va trucar a l'autora per redactar un capítol sobre els templers dins de l'enciclopèdia sobre l'edat mitjana, del qual ell n'és l'editor. Algunes teories suportades per Frale són ben rebudes per experts en història dels templers, entre ells Malcolm Barber, Alain Demurger, Franco Cardini i Simonetta Gerrini, deixeble d'Alain Demurger.
El 25 d'octubre de 2007, el Vaticà va decidir publicar una valuosa reproducció d'alguns dels documents més importants del procés contra els templers, entre els famosos pergamins de Chinon, a la col·lecció d'Exemplaria Praetiosa; Frale va escriure la introducció històrica de l'edició dels documents.
Al juny de 2009, Frale va publicar, sempre per a Il Mulino, un altre assaig dedicat als templers, I Templari e la sindone di Cristo, on debat sobre alguns documents referents al misteriós ídol, que es va utilitzar durant el procés com a càrrec contra l'ordre d'acusació a si mateix d'idolatria, en realitat és una imatge particular de Crist mort, que té característiques similars al Sudari de Torí.
Al novembre del mateix any, un altre assaig, La sindone di Gesù Nazareno, Il Mulino (Biblioteca històrica), va seguir el volum esmentat, on Frale examina alguns suposats esbossos d'escriptura descoberts al sudari el 1998 per un equip de científics francesos, experts en l'anàlisi de marques de l'Institut Superieur d'Optique d'Orsay - París; comparant-los amb altres documents i inscripcions antigues. Aquest assaig va rebre el premi nacional "Torre di Castruccio" per a l'any 2010, secció de Carta, i el premi cultural nacional "Brava Barbara!” promogut per l'Associació Cultural "Santa Barbara nel mondo" de Rieti. Ha estat traduït al francès (Bayard, París 2010) i a l'anglès (editors de la casa Maveryck). A l'abril del 2010, Frale va publicar per a la Libreria Editrice Vaticana, l'assaig històric La Sindone e il ritratto di Cristo, i el 2 de maig va dur a terme el comentari històric transmès en directe des de la Cúpula de Torí, vinculat a la missa celebrada pel papa Benet XVI amb motiu del seu pelegrinatge al sudari.

### Certificat de defunció de Jesús
Al novembre de 2009, Barbara Frale va afirmar que havia descobert el certificat de sepultura de "Jesús de Natzaret" al sudari de Torí i que la data estava d'acord amb els registres de l'Evangeli. Frale va afirmar que la seva reconstrucció del text diu:
"L'any 16 del regnat de l'emperador Tiberi Jesús Nazareno, enderrocat a primera hora del vespre després d'haver estat condemnat a mort per un jutge romà perquè va ser declarat culpable per una autoritat hebrea, és enviat a l'enterrament amb l'obligació de ser enviat a la seva família només després d'un any complet ".
Des que Tiberi es va convertir en emperador després de la mort d'Octavi August el 14 dC, el 16è any del seu regnat estaria dins del període de 30 a 31 dC.
La metodologia de Frale ha estat criticada, en part basant-se en l'objecció que els escrits són massa febles per veure-ho.

## Reconeixement
El seu llibre sobre els templers i el sudari de Torí va rebre el Premi Cultural Nacional "Foemina d'oro" de l'Associació Cultural "La vecchia Lizza" de Marina di Carrara per a l'any 2009; el juliol de 2010 es va traduir al portuguès (Edições, Lisboa) i a l'anglès (editors de la casa Maverick).